# Gerry (Nueva York)
Gerry es un pueblo ubicado en el condado de Chautauqua en el estado estadounidense de Nueva York. En el año 2000 tenía una población de 2.054 habitantes y una densidad poblacional de 21.9 personas por km².

## Geografía
Gerry se encuentra ubicado en las coordenadas 42°13′27″N 79°14′18″O / 42.22417, -79.23833.

## Demografía
Según la Oficina del Censo en 2000 los ingresos medios por hogar en la localidad eran de $35,000, y los ingresos medios por familia eran $36,853. Los hombres tenían unos ingresos medios de $28,750 frente a los $18,667 para las mujeres. La renta per cápita para la localidad era de $15,272. Alrededor del 12.8% de la población estaban por debajo del umbral de pobreza.